# Dissexualität
Der Begriff Dissexualität bezeichnet ein sozial dysfunktionales sexuelles Verhalten. Es sind damit Handlungen gemeint, die die Integrität und Individualität eines anderen Menschen durch einen sexuellen Übergriff direkt verletzen. Der Begriff wurde 1995 von Klaus Michael Beier, Institut für Sexualwissenschaft und Sexualmedizin der Charité in Berlin, zur Abgrenzung bestimmter sexueller Verhaltensweisen und Präferenzen geprägt. Er ermöglicht, unabhängig von einer juristischen Bewertung, die Kennzeichnung sozial dysfunktionalen sexuellen Verhaltens.

## Eingrenzung des Begriffes

### Definition
Dissexualität ist ein sich im Sexuellen ausdrückendes Sozialversagen, welches verstanden wird als Verfehlen der (zeit- und soziokulturell bedingten, damit veränderlichen) durchschnittlich erwartbaren Partnerinteressen. Dissexuelle Handlungen verletzen durch den sexuellen Übergriff auf einen anderen Menschen dessen Integrität und Individualität direkt. Es kann hierbei vom Täter keine Zustimmung des Betroffenen vorausgesetzt werden (dissoziales Verhalten). Als maßgebliches Kriterium ist die primäre Berücksichtigung der Eigeninteressen bei fehlender Verantwortung für den körperlichen und seelischen Zustand des Betroffenen zu sehen.

### Abgrenzung
Sexuelles Verhalten muss nicht zwangsläufig der sexuellen Präferenz entsprechen. Beispielsweise kann ein Mann, dessen sexuelle Orientierung auf erwachsene Frauen ausgerichtet ist, aus verschiedensten Gründen (z. B. als Ersatzhandlung) Sexualkontakte mit vorpubertären Mädchen suchen. Aus diagnostischer Sicht ist daher die Differenzierung zwischen Störungen der sexuellen Präferenz (Paraphilien) und Störungen des sexuellen Verhaltens (Dissexualität) von wesentlicher Bedeutung.
Die mögliche Strafbarkeit dissexueller Handlungen ist hierbei sekundär: Eine dissexuelle Handlung muss nicht strafbewehrt sein. Hingegen gibt es strafbewehrte sexuelle Handlungen, die nicht dissexuell sind. Beispielsweise ist die Masturbation vor einer schlafenden Frau dissexuelles Verhalten, jedoch strafrechtlich nicht relevant. Dagegen stellen z. B. einverständliche sexuelle Kontakte zwischen einem körperlich früh entwickelten 13-jährigen Mädchen und ihrem 19-jährigen Freund einen Straftatbestand dar, sind jedoch kein dissexuelles Verhalten.